# Romeo Parravicini
Romeo Parravicini (Montevideo, Uruguay) fue un exfutbolista uruguayo, que jugaba en la posición de half izquierdo. Es el primer refuerzo extranjero registrado en el futbol peruano y el primer foráneo que se puso la blanquiazul.

## Trayectoria
Inició su carrera futbolística en el club Montevideo Wanderers en 1919, de ahí a la fama mundial y a los césped internacionales, con su gran despliegue y velocidad llegó a interesar a clubes como Club Nacional, donde jugó durante la década de 1920.
En 1925 emigró al fútbol argentino, al Club Atlético Banfield donde estuvo una temporada.
En 1927 en una gira del Circolo Sportivo Italiano, luego de ser contratado por este último equipo, Parravicini mostró su calidad de jugador, los dirigentes del club Alianza Lima propusieron llevarlo a reforzar al equipo en un par de amistosos en el extranjero, es así como en 1927 se pone la camiseta del cuadro blanquiazul, jugó 4 partidos, sin marcar goles. Es considerado el primer extranjero en vestir la camiseta del club.
También defendió la selección de Lima, cuando enfrentó al Real Madrid, en su gira por América, en 1927. En 1931 juega en el Club Atlético Chalaco donde fue figura.
Ya retirado del fútbol profesional, asumió como funcionario público y como director técnico, dirigiendo en diversos clubes del Perú y en la Selección de fútbol de Panamá en los IV Juegos Centroamericanos y del Caribe, jugados en ese mismo país donde ganó un partido, empató uno y perdió tres.

## Clubes

### Como jugador
| Club                      | País      | Año         |
| ------------------------- | --------- | ----------- |
| Montevideo Wanderers      | Uruguay   | 1920        |
| Club Nacional             | Uruguay   | 1921 - 1924 |
| Banfield                  | Argentina | 1925        |
| Circolo Sportivo Italiano | Perú      | 1926 - 1927 |
| Alianza Lima              | Perú      | 1927 - 1928 |
| Circolo Sportivo Italiano | Perú      | 1928 - 1930 |
| Atlético Chalaco          | Perú      | 1931        |

### Como entrenador
| Club                          | País   | Año         |
| ----------------------------- | ------ | ----------- |
| Atlético Chalaco              | Perú   | 1931 - 1932 |
| Sportivo Tarapacá Ferrocarril | Perú   | 1934        |
| Selección Nacional            | Panamá | 1938        |
| Atlético Chalaco              | Perú   | 1939 - 1940 |

## Palmarés

### Títulos nacionales
| Título                         | Club     | País    | Año  |
| ------------------------------ | -------- | ------- | ---- |
| Copa Competencia               | Nacional | Uruguay | 1921 |
| Campeonato de Primera División | Nacional | Uruguay | 1922 |
| Campeonato de Primera División | Nacional | Uruguay | 1924 |